# Nobutoshi Canna
Nobutoshi Hayashi (林 延年 Hayashi Nobutoshi?,  Shinagawa, Tokio, 10 de junio de 1968), mejor conocido bajo su nombre artístico de Nobutoshi Canna (神奈 延年 Kanna Nobutoshi?), es un actor de voz, cantante y narrador japonés, afiliado a Aoni Production.
Algunos de sus roles más destacados incluyen el de Nnoitra Gilga en Bleach, Tasuki en Fushigi Yugi, Ban Midō en Getbackers, Basara Nekki en Macross 7, Guts en Berserk (1997) Kabuto Yakushi en Naruto, Knuckles the Echidna en los videojuegos de Sonic the Hedgehog (así como también en el anime Sonic X) y Li Pai-long en Shaman King.

## Filmografía
Lista de roles interpretados durante su carrera.
Los papeles principales están en negrita.

### Anime
1991
- Future GPX Cyber Formula como Makoto Katagiri.
- Kikou Keisatsu Metal Jack como Kanzaki Ken.
- Kinnikuman: Kinnikusei Oui Soudatsu-hen como Geronimo.

1992
- Legendary Brave Da Garn como Hawksaver.
- Super Bikkuriman como Black Knight (eps. 39, 41); Crystal Tenshin

1993
- Aoki Densetsu Shoot! como Kenji Shiraishi.
- Slam Dunk como Yuji Okusu; Kentaro Ishii; Tetsuji Kozaki; Soichiro Jin; Mitsuru Nagano.
- Wakakusa Monogatari: Nan to Jou Sensei como Dan.

1994
- Karaoke Senshi Mike-tarou como Líder del Karaoke (ep. 16)
- Macross 7 como Basara Nekki.

1995
- Fushigi Yūgi como Tasuki.

1996
- Detective Conan como Bungo Tatei (ep. 453); Fukuyama (ep. 222-224); Jinpei Matsuda (ep. 304); Kouji Furukawa (ep. 187); Naoto Tachikawa (ep. 295)
- Gundam X como Belno.
- Those Who Hunt Elves como Yuri (ep. 3)

1997
- Berserk como Guts.
- Chou Mashin Eiyuden Wataru como Doran.
- Kindaichi Shounen no Jikenbo como Jinma; Ryuunosuke.
- Tokyo Pig como Kuro-buta.

1998
- DT Eightron como Rosso.
- Gasaraki como Takurou Suemi.
- Generator Gawl como Gawl.

1999
- Beast Wars Return como Nightscream.
- Colorful como Hirokawa.
- Tenshi ni Narumon como Gabriel.

2000
- Hajime no Ippo como Yusuke Oda.
- Hand Maid May como Totaro Nanbara (Commando-Z); Dye-Dye Red (ep. 6); Yamazaki
- InuYasha como Hiten.
- Pokémon: Los Campeones de la Liga Johto como Black Kitao; Satake.

2001
- Cyborg 009 como Jean-Paul Arnoul (ep. 11)
- Final Fantasy: Unlimited como Kaze; Poshpocket
- Galaxy Angel como Green.
- Project ARMS como Ryou Takatsuki.
- Project ARMS: The 2nd Chapter como Ryou Takatsuki.
- Rave Master como "Muscle Punch".
- Shaman King como Li Pailong.

2002
- Bakuto Sengen Daigunder como Taigamaru.
- Crónicas Pokémon como Tsuyoshi.
- GetBackers como Ban Midō.
- Mahoromatic: Motto Utsukushii Mono como Suguru Misato (ep. 14)
- Mirmo! como Wachi.
- Naruto como Kabuto Yakushi.
- Tokyo Mew Mew como Pie.

2003
- Bouken Yuuki Pluster World como Zagarian.
- Konjiki no Gash Bell!! como Genso.
- Planetes como Leonov; Nin (ep. 14)
- Sonic X como Knuckles the Echidna.

2004
- AIR como Ryuuya.
- Bleach como Nnoitra Jiruga.
- Kurau: Phantom Memory como Doc (ep. 13)
- Meine Liebe como Josef Torger.
- Nintama Rantarou como Koheita Nanamatsu.
- Samurai Champloo como Kinumasa (ep. 9)
- Tactics como Seiichi (ep. 4)
- Transformers Energon como Laserwave; Sixshot; Inferno; Unicron
- Uta∽Kata como Kai Toudou.
- Yu-Gi-Oh! GX como Chairman Kagemaru (joven) (eps. 48-49)

2005
- Black Cat como River Zastory.
- Fate/stay night como Lancer.

2006
- 009-1 como Norman (ep. 9)
- Inukami! como Dai Yôko.
- Koi suru Tenshi Angelique ~ Kokoro no Mezameru Toki ~ como Randy.
- Ryusei no Rockman como Cygnus.
- Saiunkoku Monogatari como Yuushun Tei.
- Shōnen Onmyōji como Abe no Narichika.

2007
- Baccano! como Ronny Sukiart.
- Koi suru Tenshi Angelique ~ Kagayaki no Ashita ~ como Randy.
- Naruto Shippūden como Kabuto Yakushi.
- Saiunkoku Monogatari Second Series como Yuushun Tei.
- Zombie-Loan como Akatsuki Yuuri.

2008
- Itazura na Kiss como Keita Kamogari.
- Junjō Romantica como Nowaki Kusuma.
- Junjō Romantica 2 como Nowaki Kusuma.
- Shikabane Hime: Aka como Honda.
- Soul Eater como Giriko.

2009
- Shikabane Hime: Kuro como Honda.

2012
- Initial D: Fifth Stage como Kai Kogashiwa.

2014
- Initial D: Final Stage como Kai Kogashiwa.

2016
- Sakamoto desu ga? como Ryō (ep. 10).
- Shōwa Genroku Rakugo Shinjū como Sukeroku I (ep. 10).

### OVA
- 3x3 Eyes Seima Densetsu como Naparuba; Naparva.
- Angelique como Randy.
- Armitage III como Chris Brown.
- Bewitching Nozomi como Ryoutarou.
- Blue Butterfly Fish como Ushio.
- Fortune Quest como Crey.
- Fushigi Yugi Eikode como Tasuki.
- Future GPX Cyber Formula Saga como Leon Earnhardt.
- Here is Greenwood como Aoki.
- I Dream of Mimi como Junpei.
- Initial D Battle Stage como Kai Kogashiwa.
- My Dear Marie como Tanaka.
- Saint Seiya Hades como Camus de Acuario.
- Shōnan Jun'ai Gumi como Makoto Hashiri.[2]
- Sotsugyou M: Oretachi no Carnival como Syo Nakamoto.
- Weather Report Girl como Yamagishi.
- Yamato 2520 como Pete.

### ONA
- Black Jack como Makube Rokuro.

### Película
- AIR como Ryuuya
- Crayon Shin-chan: Arashi wo Yobu Mouretsu! Otona Teikoku no Gyakushuu como Hero SUN.
- Detective Conan: Jolly Roger in the Deep Azure como Yamataro Izu.
- Detective Conan: The Raven Chaser como Shun Sawamura.
- Initial D Third Stage como Kai Kogashiwa.
- InuYasha the Movie 4: Fire on the Mystic Island como Ryuura.
- Legend of Crystania como Matisse

### Videojuegos
- "Little Busters" como Inohara Masato
- "Castlevania Lament of Innocence" como Leon Belmont
- Dynasty Warriors 5 como Cao Pi.
- Final Fantasy X-2 como Meyvn Nooj.
- Graduation M como Nakamoto Shou.
- "Legaia 2: Duel Saga" como Lang
- Persona 3 como Takuya.
- Policenauts como Michael Saito; Bob
- Rockman X: Command Mission como Spider.
- Saint Seiya: The Hades como Camus de Acuario.
- Sonic VG series como Knuckles the Echidna:
  - Shadow the Hedgehog.
  - Sonic and the Secret Rings
  - Sonic Advance 3
  - Sonic Adventure
  - Sonic Adventure 2
  - Sonic Battle
  - Sonic Heroes
  - Sonic Shuffle
  - Sonic the Hedgehog (2006)
- Soulcalibur series como Maxi:
  - Soulcalibur
  - Soulcalibur II
  - Soulcalibur III
- Super Robot Wars Original Generations como Axel Armar.

### Tokusatsu
- Kamen Rider Den-O como Scorpion Imagin.

### Drama CD
- Final Fantasy: Unlimited After 2 como Kaze.
- "Final Fantasy: Unlimited Before como Kaze.